# كتاب الخواص الكبير
"كتاب الخواص الكبير" (أو "الكتاب الكبير في الخواص") هو أحد كتب جابر بن حيان الشهيرة. يُعتبر هذا الكتاب من أهم كتبه في مجال الكيمياء والفلسفة، حيث تناول فيه جابر بن حيان العديد من الخواص الفيزيائية والكيميائية للمواد والعناصر.
يُعتبر "كتاب الخواص الكبير" من أوائل الكتب التي تناولت دراسة العناصر الكيميائية وخواصها، وقدم فيه جابر بن حيان نظرياته الخاصة حول تركيب المواد وتأثيراتها على بعضها البعض. تنوعت المواضيع التي تطرق إليها الكتاب بين الكيمياء والفلسفة والعلوم الطبيعية، مما جعله مرجعًا هامًا في فهم الطبيعة وتركيبها و تفاعلاتها.